# 25불의 인간
"25불의 인간"은 1989년에 개봉한 대한민국의 영화이다.

## 캐스팅
- 강석우 : 한영민 역
- 이응경
- 김용건
- 정혜선
- 허진
- 박웅